# География Мэна

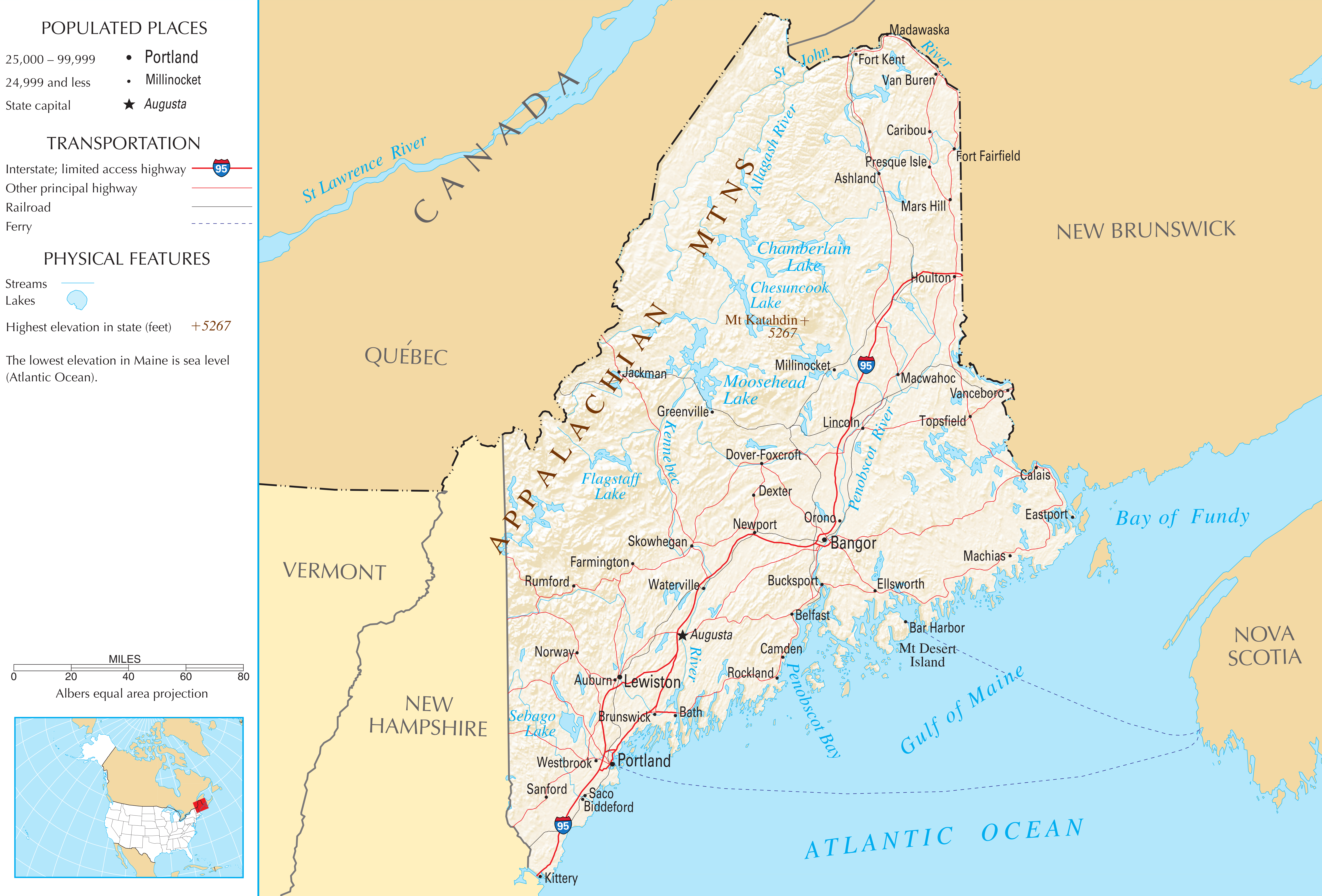
Карта штата Мэн

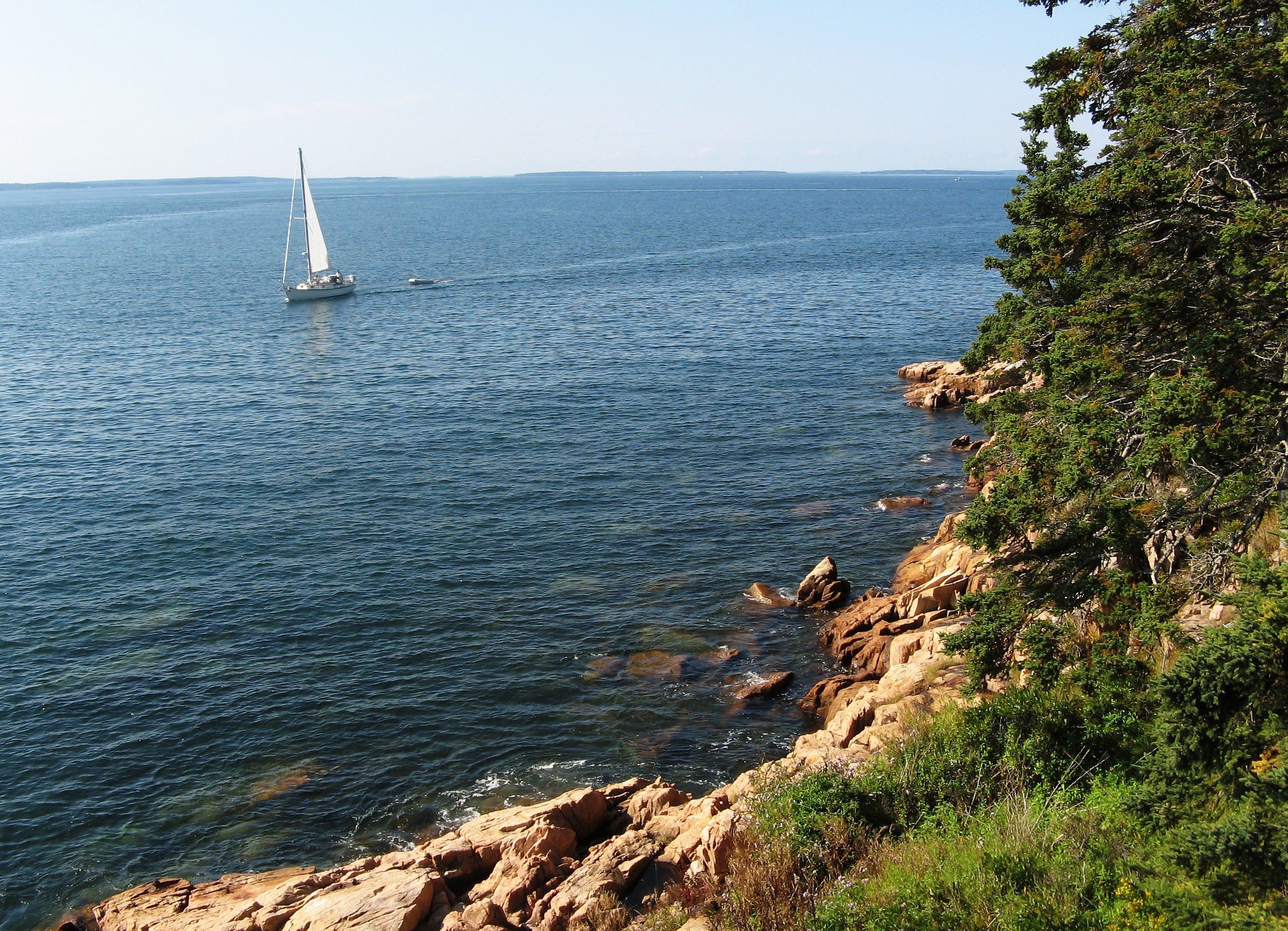
Побережье штата Мэн возле национального парка Акадия

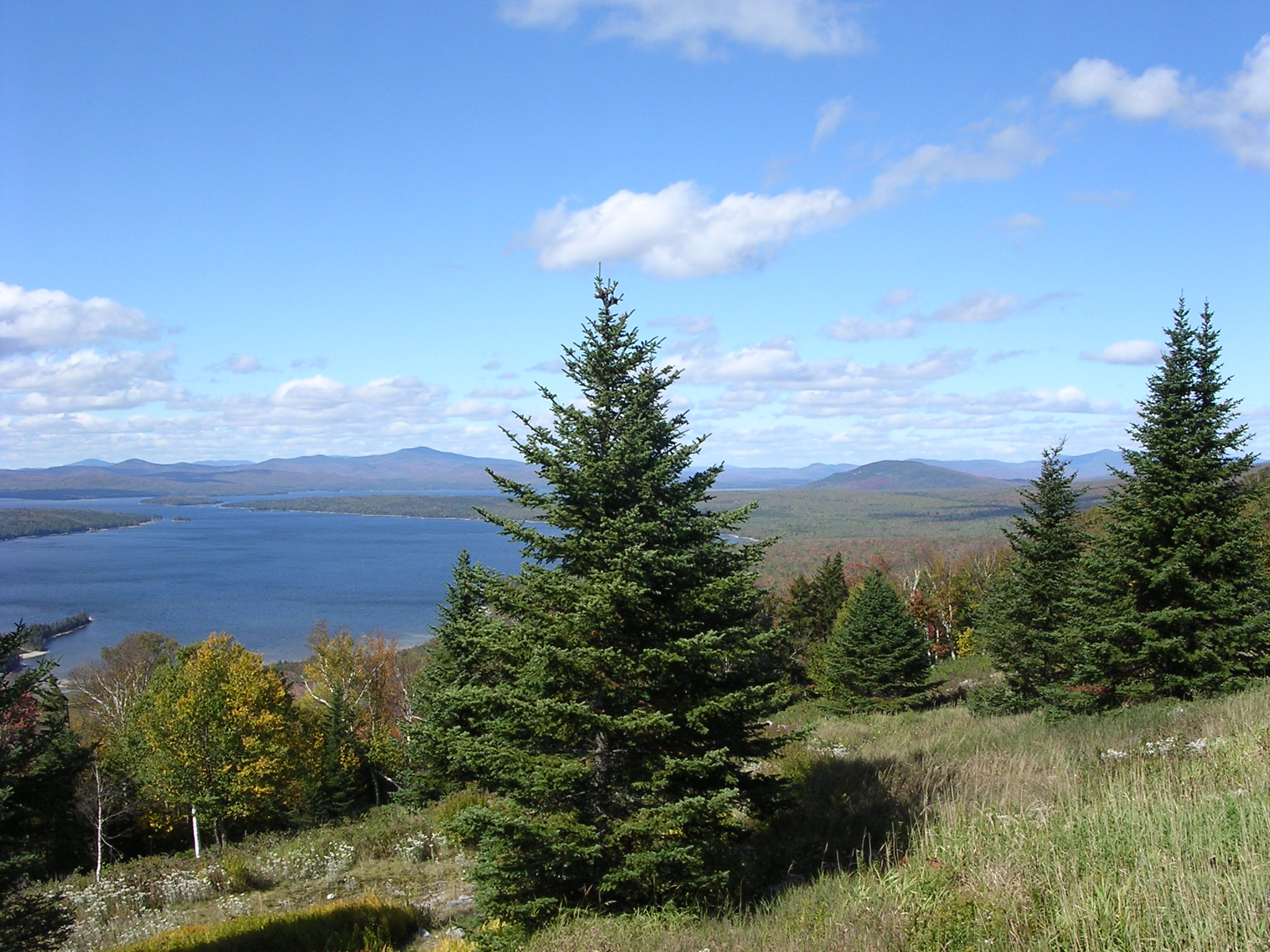
Вид на озеро Муслукмегантик

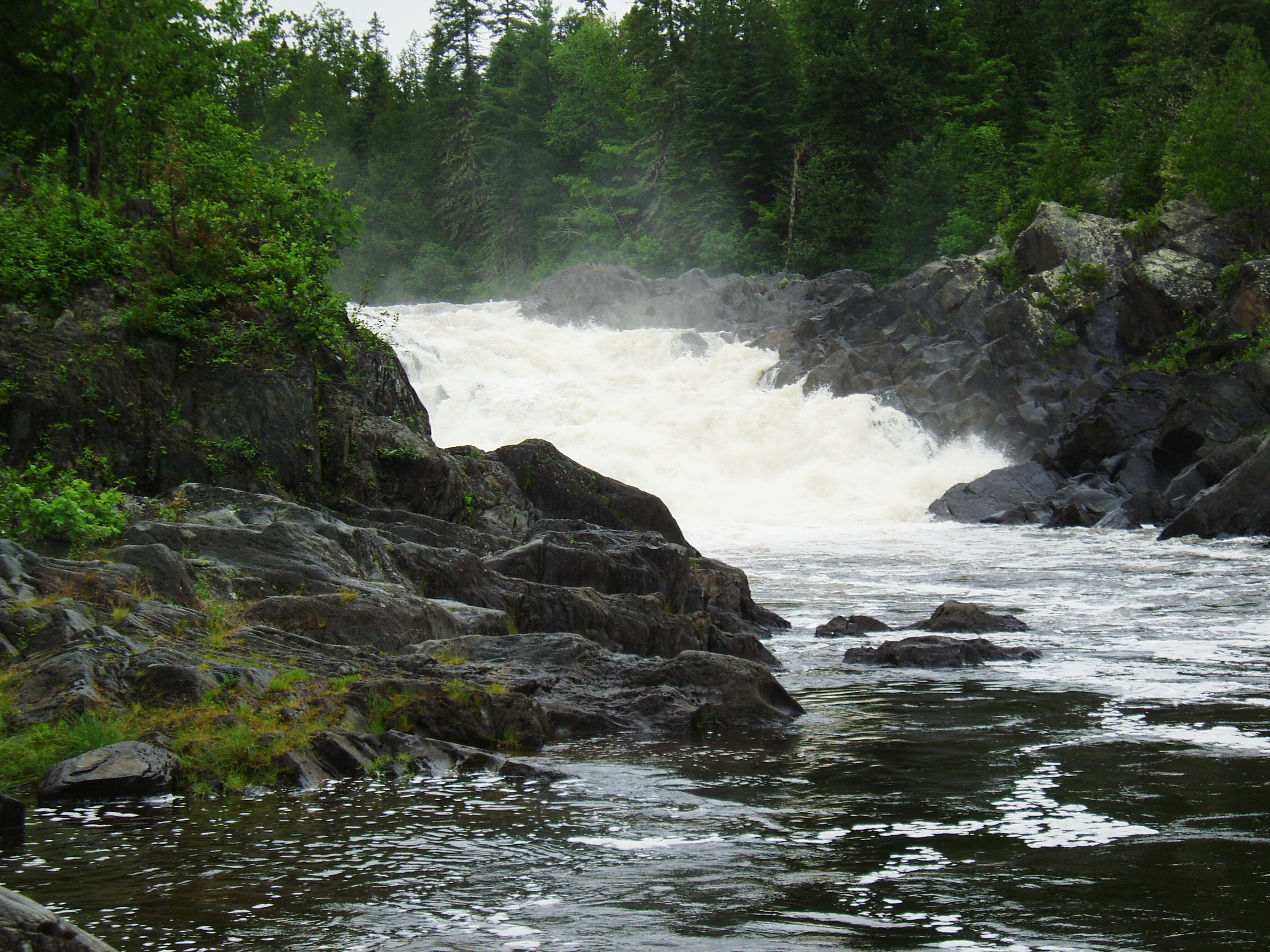
Река Аллагаш

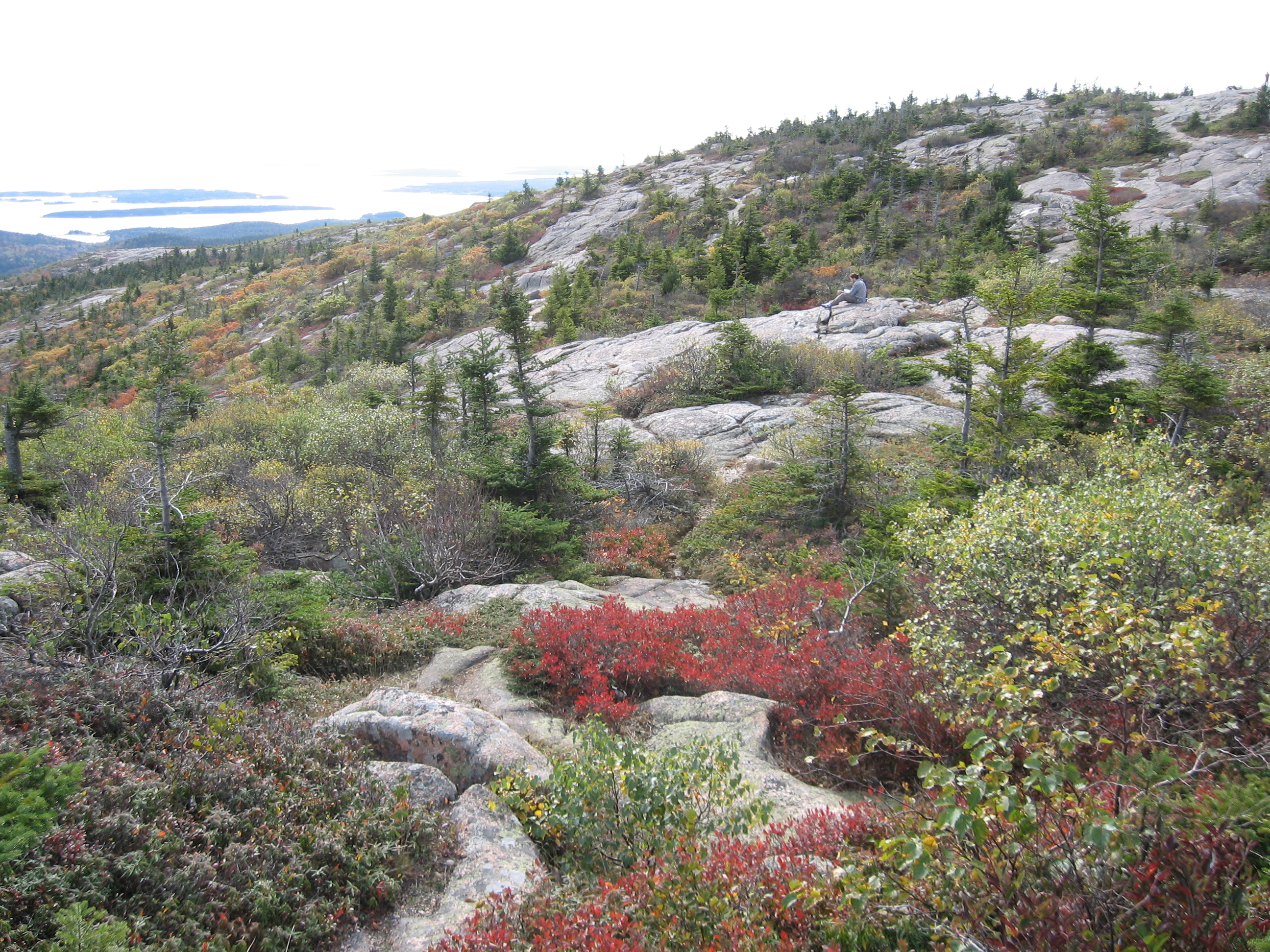
Склоны горы Кадиллак на острове Маунт-Дезерт

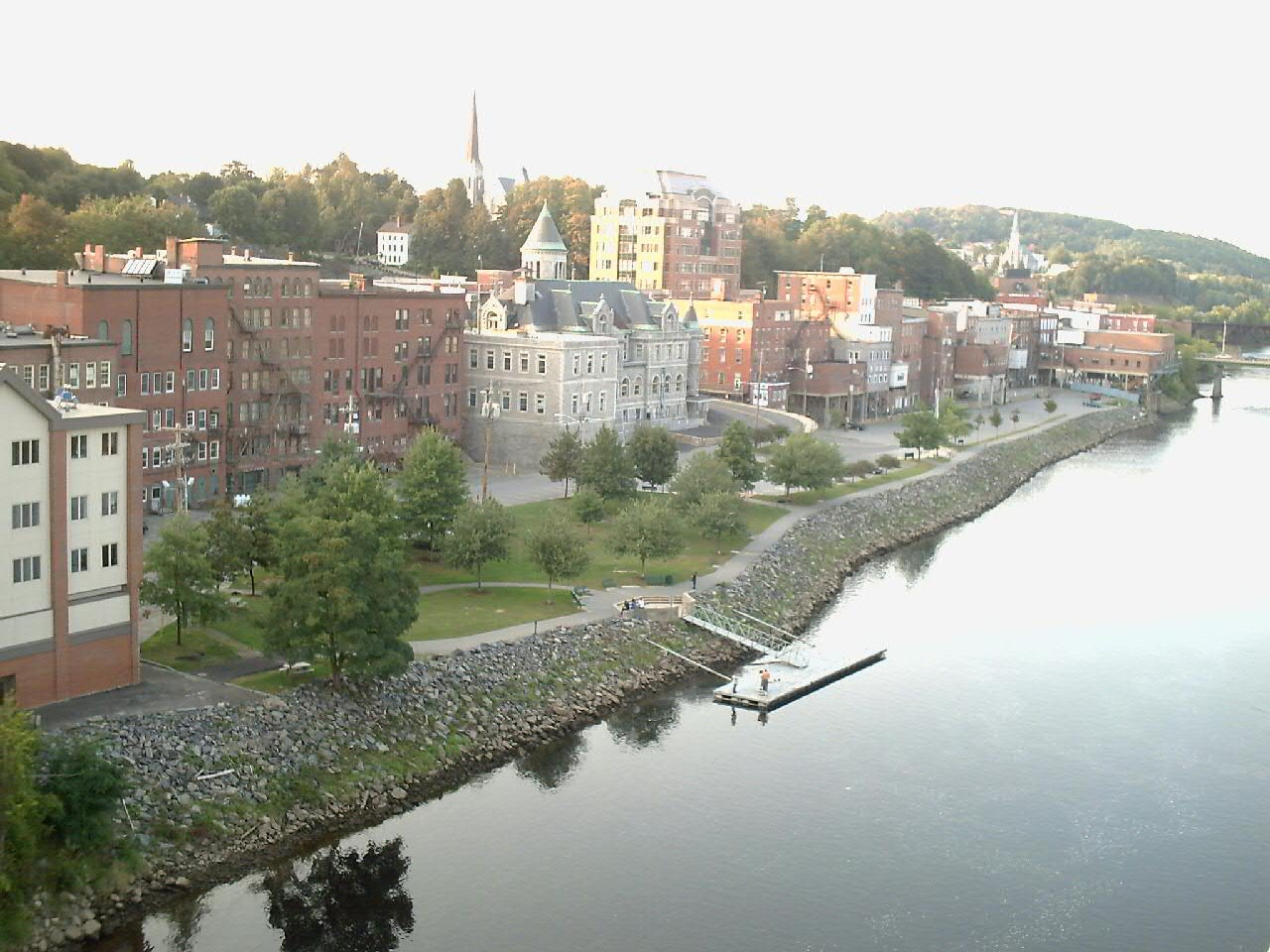
Административный центр штата Мэн город Огаста

## Общие сведения
Штат Мэн расположен на крайнем северо-востоке США, это самый восточный штат США (за исключением Аляски). Скала Парус (44°48′45.2″ с. ш., 66°56′49.3" з. д.) близ атлантического побережья, рядом с маяком Уэст-Кводди, не только самая восточная точка штата Мэн, но и самая восточная точка пятидесяти штатов США (если не учитывать Алеутские острова), а сам маяк Уэст-Кводди (44°48′55.4″ с. ш., 66°56′59.2″ з. д.) неподалёку от города Любек является самой восточной точкой континентальных штатов США. Деревня Эсткоурт-Стэйшн (47°28′ с. ш., 68°13′ з. д.) является самой северной точкой штата и Новой Англии.
Площадь штата составляет 91 646 км² (0.93 % площади страны), по этому показателю Мэн занимает 39 место среди штатов США. Площадь суши (включая внутренние воды) — 86 156 км².
Протяжённость штата с юга на север 515 км (от 43° 4' с. ш. до 47° 28' с. ш.), протяжённость штата с востока на запад — 338 км (от 66° 57' з. д. до 71° 7' з. д.).
Мэн также самый северный и самый крупный штат Новой Англии, он занимает почти половину её территории.
С юга и востока Мэн омывается водами Атлантического океана, на севере и северо-востоке граничит с канадской провинцией Нью-Брансуик, на северо-западе — с провинцией Квебек, на западе — со штатом Нью-Гемпшир. Северная часть штата окружена с трёх сторон территорией Канады, образуя что-то вроде огромного большого пальца, который почти отрезает от Квебека провинцию Нью-Брансуик.
Административный центр — Огаста, крупнейший город и порт — Портленд.
Административно штат Мэн разделён на 16 округов:
- Андроскоггин
- Арустук
- Вашингтон
- Йорк
- Камберленд
- Кеннебек
- Линкольн
- Нокс
- Оксфорд
- Пенобскот
- Пискатакис
- Сагадахок
- Сомерсет
- Уолдо
- Франклин
- Хэнкок

## Рельеф
По форме рельефа штат Мэн можно разделить на четыре области:
- прибрежная низменность,
- холмистый пояс предгорий,
- горная область,
- нагорье.

Первые 3 области представлены также во всех других штатах Новой Англии, а нагорье Мэн делит только с соседними провинциями Канады (Квебеком и Нью-Брансуиком).
Прибрежная низменность тянется вдоль береговой линии узкой полосой, ширина которой колеблется от 16 до 30 км. Исключение составляет лишь долина реки Пенобскот, ширина которой составляет 80 км. На побережье океана местами пояс низменностей отсутствует вообще (к примеру остров Маунт-Дезерт и западный берег бухты Пенобскот, где Камденские холмы обрываются прямо к кромке воды).
Пояс предгорий тянется через всю Новую Англию и Атлантические провинции Канады параллельно Аппалачам, ширина его колеблется от 48 км на юго-западе штата до 130 км на северо-востоке.
Горная область (близ северо-восточной оконечности горной системы Аппалачи) протянулась по территории штата на 240 км. Ширина горной области составляет около 80 км. Главный хребет горной области получил название гор Лонгфелло, фактически он является расширением гор Уайт-Маунтинс, протянувшихся по территории соседнего штата Нью-Гемпшир, но высота его меньше — лишь 9 горных вершин имеют высоту более 4 тысячи футов (1220 метров). Наивысшая точка — гора Катадин (1606 м над уровнем моря). Вершина этой горы первой освещается лучами восходящего солнца на территории США. Средняя высота территории штата равна 180 метрам.

## Внутренние и прибрежные воды
В штате Мэн множество озёр и рек, внутренние воды занимают 7 % территории штата. Озеро Мусхед площадью 310 км является самым крупным озером штата и вторым по величине озером Новой Англии (после озера Шамплейн). Но озеро Шамплейн лежит на границе и разделено между канадской провинцией Квебек и штатами Вермонт и Нью-Йорк, поэтому озеро Мусхед также является самым крупным внутренним озером Новой Англии.
Другие крупные озёра и водохранилища:
- Себейго — 116 км²,
- Чесанкук (Мус-Понд) — 102 км²,
- Муслукмегантик — 66 км²,
- Флагстафф — 70 км².

Реки штата порожисты и обладают значительным гидроэнергетическим потенциалом. Всего по территории штата протекает более 5 тысяч рек. Самая длинная река штата — Сент-Джон (673 км), образует часть границы между США и Канадой.
Другие крупные реки:
- Пенобскот — 563 км,
- Андроскоггин — 264 км,
- Кеннебек — 240 км,
- Арустук — 225 км,
- Сако — 216 км,
- Аллагаш — 105 км,
- Сент-Круа — 102 км.

У побережья штата Мэн лежит около 1100 островов, самым крупным из которых является Маунт-Дезерт (279,7 км²), все остальные острова намного меньше. Побережье штата сильно изрезано и изобилуют заливами и бухтами. Длина береговой линии 5565 км, по этому показателю Мэн занимает 3 место в США, уступая лишь Флориде и Аляске.